# هوقل قصير الذيل
هوقل قصير الذيل (الاسم العلمي: Spermophilus brevicauda) (بالإنجليزية: Brandt’s Ground Squirrel)‏ هو نوع من الحيوانات يتبع جنس الهوقل من فصيلة سنجابية.